# One-Netbook
One-Netbook（中国語：壹号本、壱号本）、もしくは深圳市壹号本科技有限会社（中国語：深圳市壹号本科技有限公司）は、中華人民共和国のテクノロジー企業
クラウドファンディングを通じてウルトラモバイルPC(UMPC)、ゲームに重きを置いたハンドヘルドPC、携帯型ゲーミングPCを開発・製造する。日本での販売代理店は株式会社テックワン。

## 概要
母体会社は2006年に設立された。当初は音楽プレーヤーやODM/OEM事業を手掛けたが、2010年代からはWindows PCを取扱うようになった。
創業者であるJack Wangは、小型PC好きであり大学時代にSONY VAIO type-Pなどを購入していた。2015年頃に出張のときに持っていける小型ノートパソコンの需要に気が付き、ウルトラモバイルPCに重点をおいた会社として、2017年11月8日に設立された。
社名である「壱号本」は、UMPC市場で第“一”、そしてUMPCを開発する専“一”の企業になる意味を込められている。

## 沿革
2018年5月、当社初の製品として、7型の液晶を備えた超小型の2in1PCである「OneMix」を発売した。
2019年3月13日、株式会社テックワンとの日本国内代理店契約を締結したと発表した。同年5月23日に、7型ミニノートPC「OneMix2S」4モデルの日本オリジナルパッケージを発表、予約販売を開始した。
2019年6月17日、テックワンは8.4型UMPC「OneMix 3」の予約を開始した。
2019年11月22日、世界初となるComet Lake Y搭載UMPC「OneMix 3 Pro」を日本語キーボードの特別仕様で発売すると発表。2020年夏頃に7型のゲーミングUMPC「One-Gx」を投入を発表した。
2020年12月4日、日本語キーボード搭載 7インチUMPC「One-Netbook A1」を発売。
2021年4月4日、10.1型のコンバーチブル2in1 PCとして世界最小のフットプリントを実現した「OneMix 4」の販売を開始した。
2022年12月2日「OneMix4S」の取り扱いを発表、同年12月16日から順次販売を開始した。
2023年6月29日、秋に発売を予定している携帯型ゲーミングPC「ONEXFLY」や、ボディーに革張りを施した超小型PC「OneMix5」の実機を披露した。東京ゲームショウ2023にて，同年10月14日に国内発売となる最新機種「ONEXFLY」や，8月に販売を開始した「ONEXPLAYER 2 Pro」を出展した。
2024年6月27日、テックワンは、新型携帯型ゲーミングPC「ONEXPLAYER X1 mini」とゲーミングミニPC「ONEXPLAYER M1」の製品発表会を実施。日本での展開を発表した。
2025年1月9日、着脱式キーボードを採用した8.8型モバイルゲーミングPC「OneXPlayer G1」を発表し、同年3月17日、デュアルディスプレイを備えた携帯型Androidゲーム機「SUGAR 1」で2025年5月の発売予定であることを発表した。
2025年8月13日、ゲーミング2in1 PC「ONEXPLAYER SuperX」のティーザー（登場予告）動画を公開した。

## 製品一覧

#### OneXPlayer シリーズ
- OneXPlayer
- OneXPlayer 2
- OneXPlayer Mini / OneXPlayer Mini Pro
- OneXPlayer X1 / OneXPlayer X1 Pro
- OneXPlayer G1
- OneXPlayer M1
- OneXPlayer SuperX

#### OneGxシリーズ
- OneGx / OneGxPro

#### OneXFly シリーズ
- OneXFly / OneXFly F1 Pro

#### OneMix(One-Netbook) シリーズ
- OneMix / OneMix1S / OneMix1S+
- OneMix2 / OneMix2S
- OneMix3 / OneMix3S / OneMix3 Pro
- One-Netbook 4 (OneMix4) / One-Netbook 4S (OneMix4S)
- One-Netbook 5 (OneMix5)
- One-Netbook A1 / One-Netbook A1 Pro

#### Android 搭載製品
- SUGAR 1

#### その他製品
- OneXGPU
- OneXGPU2

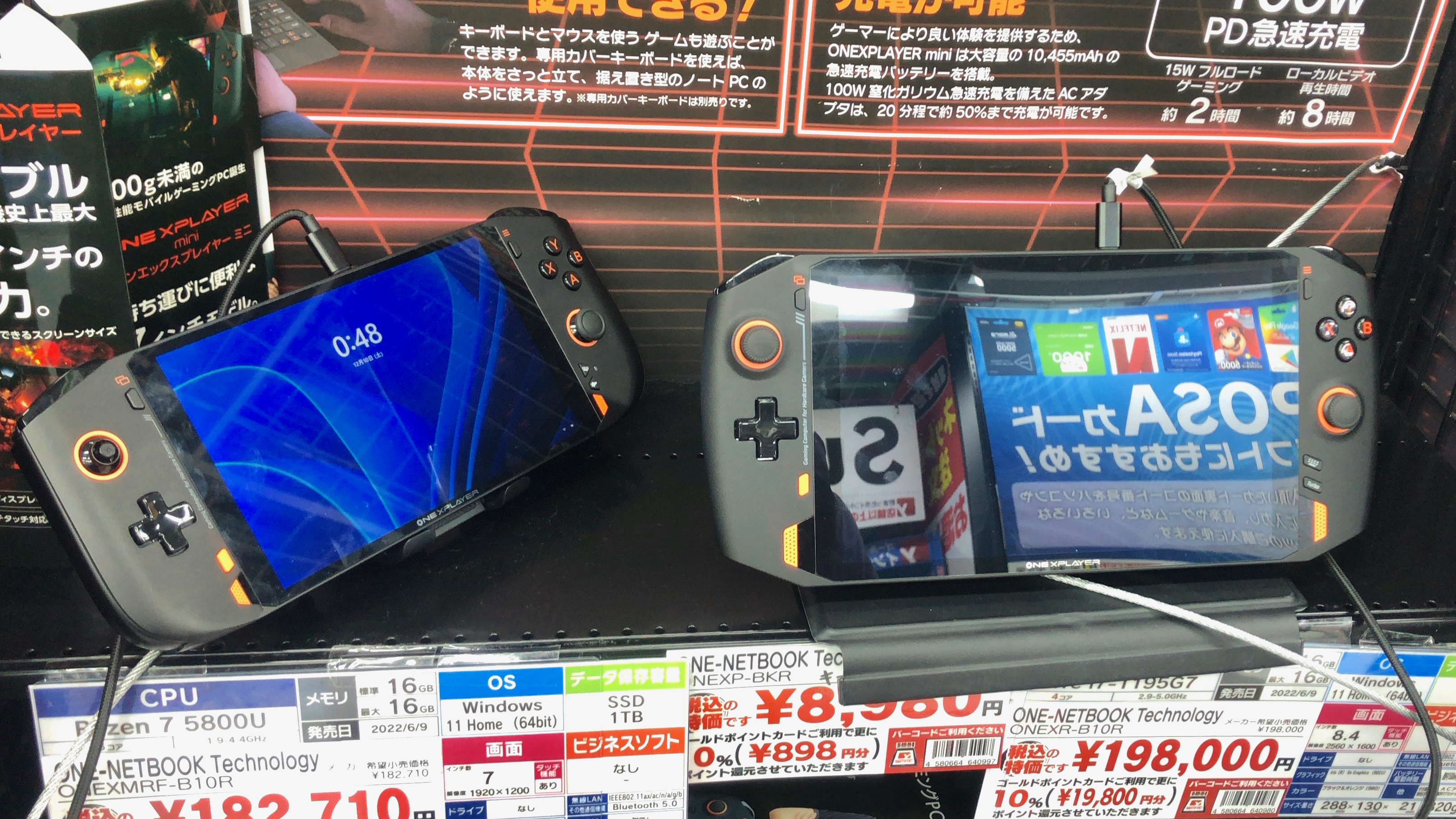
OneXPlayer
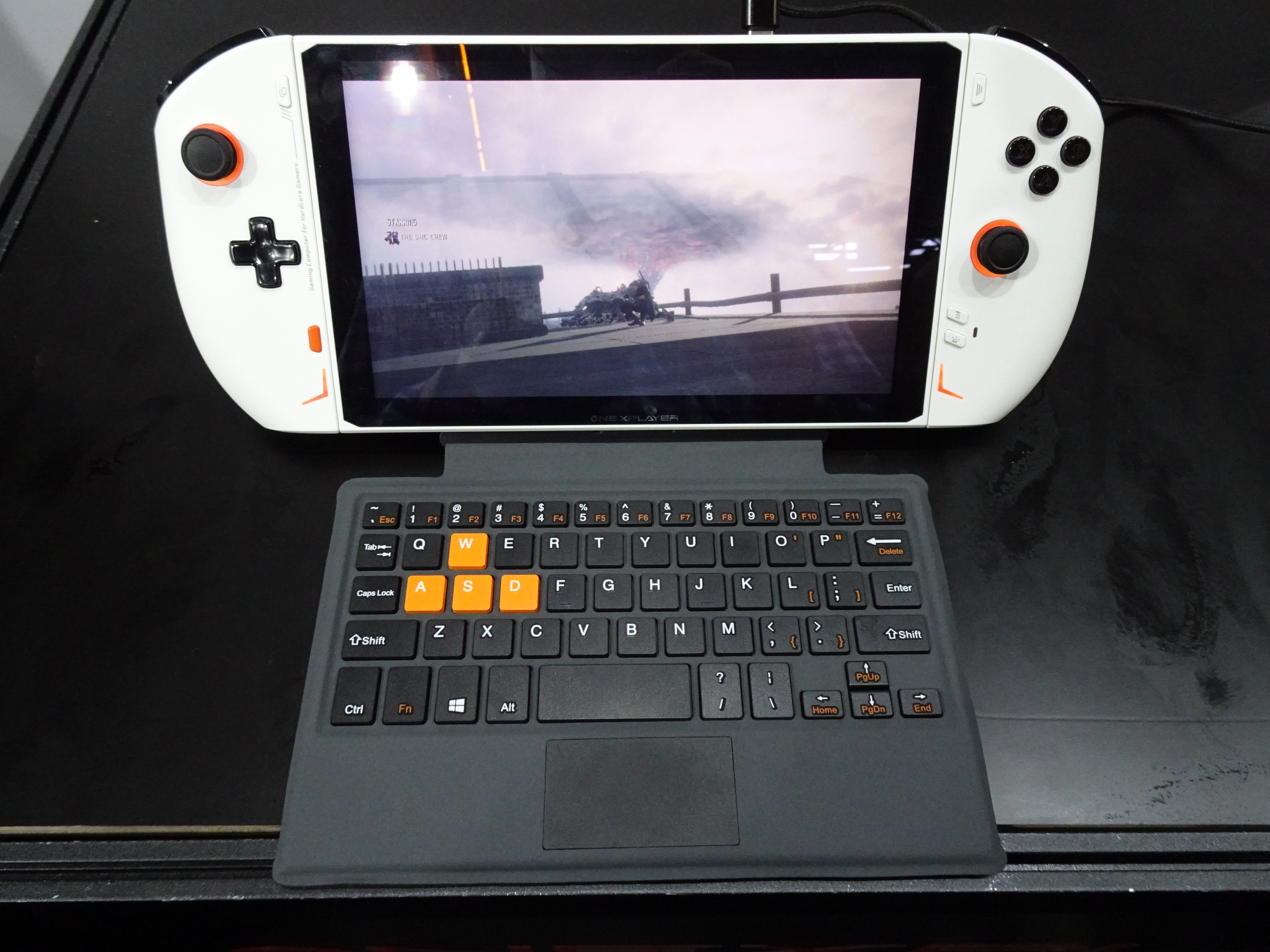
OneXPlayer 2
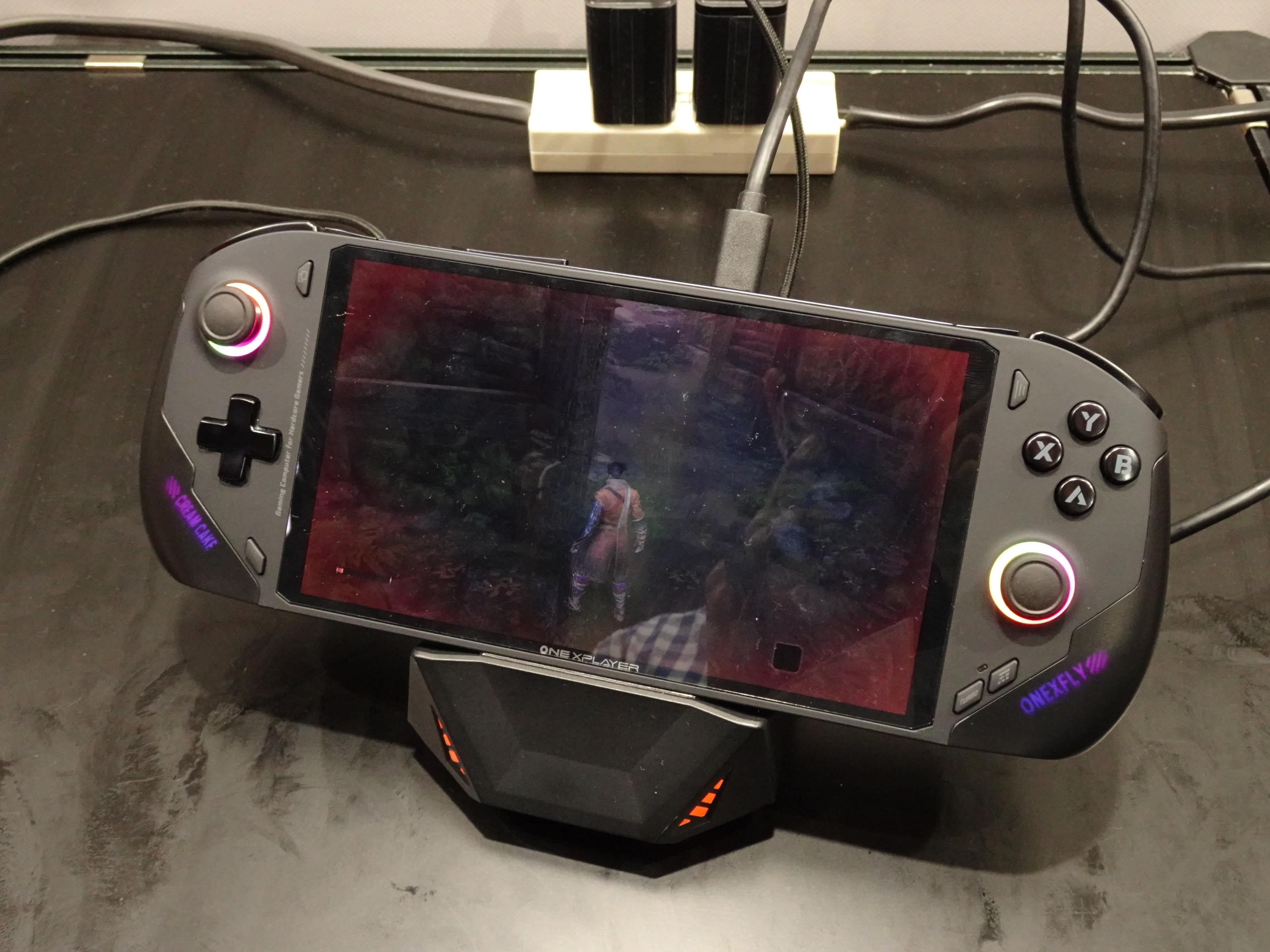
OneXFly